# Elizabeth Costello
Elizabeth Costello est un roman de J. M. Coetzee (prix Nobel de littérature) paru en 2003.

## Résumé
Bien que ce soit une fiction, l'histoire, très personnelle, est axée sur huit conférences, autant de chapitres, données, lors de ses dernières années, par le personnage (fictif) d'Elizabeth Costello, une autrice australienne fameuse de The House on Eccles Street (La Maison de la rue Eccles, 1969 — qui donna une voix à Molly Bloom, le personnage féminin d’Ulysse de James Joyce). Elle se sent âgée (elle serait née en 1928) et le public ne se rappelle guère d'elle, uniquement au travers de son œuvre sur Molly Bloom, et a presque oublié ses huit autres romans, ses deux recueils de poèmes et des articles divers. Elle accepte de donner une série de conférences dans l'Ancien et le Nouveau Monde, dans lesquelles elle remet en abyme le langage philosophique et celui de tous les jours, en décevant son public.
Plusieurs des conférences ainsi décrites sont celles que J. M. Coetzee a lui-même prononcées.

## Personnages
Le personnage d’Elizabeth Costello apparaît dans d'autres ouvrages de Coetzee, dont L’Homme ralenti (2006) et L'abattoir de verre (2018).

## Éditions
- Éditions du Seuil, traduit de l'anglais (Afrique du Sud) par Catherine Lauga du Plessis.